# Melisenda de Lusignan
Melisenda de Lusignan, Princesa d'Antioquia (1200 a Terra Santa- després de 1249), era la filla més jove de la reina Isabela de Jerusalem pel seu quart i darrer matrimoni amb el rei Amalric II de Jerusalem. Va tenir una germana Sibil·la de Lusignan i un germà més jove, Amalric que va morir com infant. Pels matrimonis anteriors de la seva mare, Melisenda va tenir tres germanastres, Maria de Montferrat, qui va succeir a la seva mare com a reina de Jerusalem el 5 d'abril del 1205; Alícia de Xampanya, i Felipa de Xampanya.

## Matrimoni i fills
El gener del 1218, Melisenda es va casar com la seva segona muller, amb Bohemon IV d'Antioquia, fill de Bohemon III, Principat d'Antioquia i Orgullosa de Harenc. El matrimoni va tenir tres filles:
- Isabel d'Antioquia (morta jove)
- Maria d'Antioquia (morta després del 10 de desembre del 1307), sense descendència
- Helvis d'Antioquia (mort jove)

Melisende va protestar la successió del seu nebot el rei Enric I de Xipre com a regent de Jerusalem a la mort de la seva germanastre Alícia el 1246. Aliícia havia estat reina-consort de Xipre i regent de Jerusalem per Conrad IV d'Alemanya.
Va morir algun temps després de 1249. A la mort sense fills ni descendents de la seva única filla supervivent, Maria algun temps després del desembre del 1307, la línia directa d'Antioquia de Melisenda es va extingir. La línia de la seva germanastre Maria va acabar el 1268; tanmateix la seva germana plena Sibil·la, que es va casar amb el rei Lleó I d'Armènia Menor, va tenir molts descendents, i les línies directes d'Alícia i Felipa continuen encara al dia d'avui; els seus molts descendents inclouen la Família Reial britànica.